# Mojca Rataj
Mojca Rataj (* 9. Dezember 1979 in Maribor, Jugoslawien) ist eine ehemalige slowenisch-bosnische Skirennläuferin.

## Karriere
Rataj gab ihr internationales Renndebüt am 27. Dezember 1994 in Rogla bei einem FIS-Slalom. Ihr erstes internationales Großereignis bestritt sie 1999 bei den Juniorenweltmeisterschaften in Pra-Loup bzw. Le Sauze. Dort erreichte sie als beste Platzierung den 37. Rang im Super-G.
In den darauffolgenden Jahren startete Rataj hauptsächlich im Europacup sowie bei FIS-Rennen und diversen nationalen Meisterschaften.
Einen ersten Erfolg konnte Rataj 2001 bei der Winter-Universiade in Zakopane feiern als sie im Slalom die Silbermedaille gewann. Eine weitere Universiademedaille verpasste sie zwei Jahre später in Tarvisio nur knapp, als sie im Riesenslalom den 4. Platz belegte.
Im selben Winter gab sie am 26. Januar 2001  beim Slalom von Ofterschwang ihr Weltcupdebüt, wobei sie sich nicht für den zweiten Durchgang qualifizieren konnte.
Nach dem Winter 2003/04 wechselte Rataj zum bosnischen Skiverband. Ihr erstes Rennen für Bosnien bestritt sie am 6. Januar 2005 in Wildschönau.
Für Bosnien und Herzegowina nahm sie schließlich auch an zwei Alpinen Skiweltmeisterschaften, 2005 in Bormio und 2007 in Åre, sowie an den Olympischen Winterspielen 2006 in Turin teil. Ihr bestes Ergebnis erzielte sie dabei 2005, als sie im Slalom den 19. Platz belegte.
Ihr letztes internationales Rennen bestritt Rataj am 16. März 2010 in Sarıkamış, danach ist sie als Rennläuferin nicht mehr in Erscheinung getreten.

## Erfolge

### Olympische Winterspiele
- Turin 2006: 31. Slalom, DNS Riesenslalom

### Weltmeisterschaften
- Bormio 2005: 19. Slalom, 42. Riesenslalom
- Åre 2007: 37. Slalom

### Juniorenweltmeisterschaften
- Pra-Loup/Le Sauze 1999: 37. Super-G, 38. Abfahrt, DNF Slalom

### Europacup
- 5 Platzierungen unter den besten 30

### Universiade
- Zakopane 2001: 2. Slalom, DNF Riesenslalom
- Tarvisio 2003: 4. Riesenslalom, 7. Slalom

### Weitere Erfolge
- 26 Siege bei FIS-Rennen
- Bosnische Meisterin im Riesenslalom (2005, 2006, 2007)
- Bosnische Meisterin im Slalom (2005, 2006, 2007)
- Bosnische Vizemeisterin im Riesenslalom (2008)
- Bosnische Vizemeisterin im Slalom (2008)